# Hubert Paulsen
Hubert Adrien Félix Paulsen, ook Félix Paulsen, (Heerlen, 18 mei 1870 - Anderlecht, 9 februari 1934) was een Belgisch senator en burgemeester.

## Levensloop
Journalist van beroep, werd Paulsen redacteur bij het socialistisch dagblad Le Peuple. Hij was ook redacteur bij het Beknopt Verslag van de Kamer van volksvertegenwoordigers.
In de gemeente Anderlecht werd hij gemeenteraadslid (1899), schepen (1908-1911) en de eerste socialistische burgemeester (1927-1934).
In 1925 werd hij BWP-senator voor het arrondissement Brussel en vervulde dit mandaat tot aan zijn dood.

## Publicaties
- La coopération, Luik, 1898.
- En terre liégeoise. Liège pittoresque et industriel, Gent, 1906.
- Faut-il chasser de Flandre la culture française?, in: Le Peuple, 3-4 december 1920.